# Резольют
Резольют, Резольют-Бей (англ. Resolute, инуит. ᖃᐅᓱᐃᑦᑐᖅ — «место без рассвета») — инуитская деревня на острове Корнуоллис территории Нунавут, Канада. Деревня расположена на берегу залива Резольют и Северо-Западного прохода. Входит в район Кикиктани. Численность населения согласно переписи 2016 года — 198 человек, что на 7,5% (16 человек) меньше предыдущей переписи.
Резольют — одно из самых северных поселений Канады и уступает (по близости к Северному Полюсу, не по численности населения) только Грис-Фьорду (Алерт и Юрика находятся севернее, но представляют собой только военные форпосты и метеостанции). Также это одно из самых холодных поселений в мире со средней годовой температурой −15,7 °C. В деревне примерно 110 домов. Дороги и большинство суши покрыто гравием. Поселение основано в 1947 году и использовалось как  аэродром и  метеостанция. Названо в честь английского военного корабля «Резолют».

## История
Имеются свидетельства о том, что эти земли были эпизодически посещаемы племенами культуры дорсетов (тунитов), а затем и народами туле с 1500 г. до н.э. до 1000 г. н.э. Однако современные инуиты не занимали и не использовали этот район до переселения в Арктику в 1953 году.
В 1947 году Канада и США построили метеостанцию и взлётно-посадочную полосу в составе совместных арктических метеорологических станций. В 1949 году Королевские ВВС Канады расположили свою базу и аэродром. В то время население состояло из военнослужащих и специалистов, таких как метеорологи, с юга. Сегодня база служит отправной точкой для исследования Арктики и доступа к Северному полюсу и Северному магнитному полюсу.
Пытаясь защитить свой суверенитет в арктических землях, в 1953 (первая группа) и 55 (вторая группа поселенцев) годах канадское правительство насильно переселило инуитов из северного Квебека, создав поселение Резольют (как и Грис-Фьорд). Название поселению дано в честь арктического исследовательского судна HMS Resolute.
Людям обещали дома и дичь, чтобы охотиться, но переселенцы не обнаружили зданий и очень мало знакомых диких животных. Им также пришлось пережить недели полярной ночи, когда Солнце не восходит над горизонтом, и недели 24-часового солнечного света летом, чего нет в северном Квебеке. Правительство обещало, что через год они будут возвращены домой, если сами того пожелают, но позднее это предложение было отозвано, поскольку это повредило бы претензиям Канады на суверенитет в этом районе, и инуиты были вынуждены остаться. В результате переселенцы оказались в большой зависимости от поддержки правительства.  В конце концов, инуиты изучили местные пути миграции белух и смогли выжить в этом районе, охотясь на территории 18 000 км2 каждый год.
В 1993 году канадское правительство провело слушания для расследования программы переселения, а в следующем году Королевская комиссия по делам коренных народов выпустила доклад, озаглавленный «Выселение в Арктике: отчёт о переселении в 1953–55 годах». Правительство выплатило 10 миллионов канадских долларов выжившим и их семьям и в 2008 году принесло официальные извинения.
Посёлок изначально был построен в 5 км от базы, но к 1970-м годам количество исследователей, прибывающих в Резольют, вызывало проблемы. В период с 1974 по 1975 год община была перемещена в более удобное в плане инфраструктуры место, но неудобное для охотного промысла.
8 мая 2013 году в Резольюте завершился переход через северный полюс из России в Канаду на автомобилях. Впервые в мире на сделанных в наукограде Дубна вездеходах Емеля-3 и Емеля-4 команда покорителей севера без посторонней помощи через северный полюс вышла к канадскому поселению Резольют.

## Климат
Резольют имеет полярный арктический климат с длинными холодными зимами и коротким прохладным летом. Годовой средний максимум составляет -12,7 °C, а средний минимум уже -18,6 °C. Резольют имеет очень сухой климат со средним количеством осадков 161,2 мм в год, большая часть которого выпадает в виде снега с августа по сентябрь. Рекордно высокий для Резольюта было 2 июля 2012 года — тогда температура поднялась до 20,1 °C. Рекордно низкое значение температуры в -52,2 °C  наблюдалось 7 января 1966 года.
Наблюдения за всё время ни разу не зафиксировали положительных температур между 20 октября и 6 мая.
Примерно с 30 апреля по 13 августа наступает полярный день, когда Солнце не заходит за горизонт, а с 7 ноября по 4 февраля — полярная ночь. Между концом ноября и серединой января солнце настолько низко, что не бывает даже гражданских сумерек, за единственным исключением из полной темноты — более светлое небо в полдень, называемое морскими сумерками, но в действительности нет 24-часового ясного темного неба. В течение примерно двух недель до и после незаходящего солнца в посёлке ночи по-прежнему довольно яркие, так как не становится темнее, чем гражданские сумерки (это сумерки, когда окружающие объекты все ещё видны, и мероприятия на свежем воздухе могут продолжаться без необходимости искусственного освещения).
В течение лета даже бывают грозы, но они, как правило, редки в этом регионе.
| Показатель                                     | Янв.  | Фев.  | Март  | Апр.  | Май   | Июнь  | Июль | Авг. | Сен.  | Окт.  | Нояб. | Дек.  | Год   |
| ---------------------------------------------- | ----- | ----- | ----- | ----- | ----- | ----- | ---- | ---- | ----- | ----- | ----- | ----- | ----- |
| Абсолютный максимум, °C                        | −0,8  | −3,9  | −2,7  | 0,0   | 6,1   | 18,3  | 20,1 | 15,3 | 9,4   | 2,0   | −2,8  | −3,6  | 20,1  |
| Средний суточный максимум, °C                  | −28,6 | −29   | −26,8 | −18,3 | −7,4  | 2,6   | 7,3  | 4,2  | −2    | −10,5 | −19,5 | −24,5 | −12,7 |
| Средний суточный минимум, °C                   | −35,3 | −35,8 | −33,6 | −25,3 | −13,3 | −1,9  | 1,7  | −0,3 | −6,1  | −16,4 | −25,9 | −31,3 | −18,6 |
| Абсолютный минимум, °C                         | −52,2 | −52   | −51,7 | −42,1 | −29,4 | −16,7 | −3,1 | −9,3 | −20,6 | −37,3 | −42,8 | −46,1 | −52,2 |
| Среднее число солнечных часов в день           | 0     | 0     | 8,93  | 12,86 | 9,94  | 9,94  | 9,65 | 4,99 | 3,36  | 2,98  | 0,91  | 0     | 7,06  |
| Норма осадков, мм                              | 4,2   | 3,9   | 7,4   | 6,7   | 8,7   | 14,6  | 28,1 | 33,8 | 22,6  | 16,0  | 9,6   | 5,7   | 161,2 |
| Средняя влажность, %                           | 64,5  | 64,4  | 65,0  | 69,6  | 81,5  | 83,5  | 80,8 | 85,8 | 88,5  | 84,2  | 71,6  | 67,0  | 75,5  |
| Источник: Министерство окружающей среды Канады |       |       |       |       |       |       |      |      |       |       |       |       |       |

## Поселение
В центре населённого пункта находится аэродром и отсюда производятся полёты в южные провинции Канады. В деревне есть магазин, гостиница, ресторан, кабельное телевидение, интернет, аренда аэросаней и магазин сувениров на аэродроме. Здесь также находятся 3 гостиницы, в каждой из которой приблизительно 100 номеров и несколько индивидуальных домиков.
Часть услуг посёлка предоставляются в Икалуите и Оттаве:
- медицинский центр
- Арктический колледж Нунавута
- отделение англиканской церкви

## Экономика
Вопреки распространённым стереотипам, люди в этом отдалённом сообществе имеют низкий уровень безработицы. Большинство граждан работают (по крайней мере часть года), однако с изменениями американской политики в отношении охоты на белого медведя в 2010 году местная экономика подвергается риску, поскольку многие инуиты охотятся с американскими спортивными охотниками на белых медведей.
Помимо охотничьих гидов и отелей, в Резольюте имеется:
- школа (которая обеспечивает образование от детского сада до 12 класса)
- совет поселения
- отделение королевской канадской конной полиции
- аэропорт
- кооперативный магазин Туджаат
- тренажёрный зал

Кооператив Туджаат, входящий в арктические кооперативы, управляет продуктовым розничным магазином и гостиницей. Также в аэропорту есть сувенирный магазин, который называется Polar Bear Hut — "Хижина белого медведя".
В Резольюте есть три отеля — Qausuittuq Inns North, South Camp Inn и Airport Hotel, в каждом из которых менее 100 номеров и несколько лож.

## Транспорт
Хотя аэропорт сейчас не так занят, как это было раньше, он по-прежнему является центром района, служа авиационным узлом для разведки в регионе и напрямую связан с Икалуитом. В августе 2011 года произошла катастрофа Boeing 737 под Резольютом.
Большая часть путешествий туристов проходит на снегоходах и пеших прогулках. Автомобили ограничены. Там нет такси или общественного транспорта, но отели предлагают трансфер.

## Известные люди
Джозеф Идлоут, дедушка певицы Люси Идлоут и отец Лии Идлоут, второй учительницы общины, переехал в Резольют в 1955 году из Понд Инлет. Идлоут — охотник, который снялся в двух документальных фильмах Национального совета по кинематографии «Земля долгого дня», снятых в 1952 году на Пруд-Инл, и «Между двумя мирами» в 1990 году. Некоторое время он был одним из самых известных инуитов и был показан на обороте канадской двухдолларовой банкноты.

## Резольют как отправная точка
Резольют являлась отправной точкой как для Полярной гонки, так и для Полярного вызова (обе гонки больше не проводятся в связи с перемещением северного магнитного полюса за пределы территории Канады), в которой команды добирались 350 морских миль (648 км) до Северного магнитного полюса.
В 2007 году британская телевизионная команда Top Gear вышла из Резольюта и стала первой командой, которая достигла положения Северного магнитного полюса 1996 года на автомобилях, а Джереми Кларксон и Джеймс Мэй достигли полюса в Соединённом Королевстве, на автомобилях с дизельным двигателем Toyota Hilux 3,0 литра 2007 года, значительно модифицированным исландской командой на смесь дизеля и бензина, против Ричарда Хаммонда, которого тащила команда ездовых собак.

## Будущее
8 августа 2007 года CBC News сообщило, что имеются документы канадских вооружённых сил с планами по строительству армейского учебного центра в общине вместе с глубоководным портом за 60 миллионов долларов в Нанизивике в 370 км к юго-востоку. 10 августа 2007 года тогдашний премьер-министр Стивен Харпер объявил о строительстве пары военных объектов в оспариваемых водах канадской арктической территории. Объекты состоят из нового армейского учебного центра в Резольюте и глубоководного порта в Нанисивик. В заявлении, сделанном премьер-министром, говорится: «Учебный центр будет круглогодичным многоцелевым учреждением, поддерживающим обучение и операции в Арктике, вмещающем до 100 человек. Учебное оборудование и транспортные средства, размещённые на площадке, также обеспечат увеличение возможностей и более быстрое время реагирования в поддержку региональных военных или гражданских чрезвычайных операций ".